# Тирке (заказник)
Ти́рке — ботанічний заказник місцевого значення, розташований неподалік від села Перевальне Сімферопольського району, АР Крим. Створений відповідно до Постанови ВР АРК № 617 від 11 листопада 1979 року.

## Загальні відомості
Землекористувачем є ДП «Сімферопольське лісомисливське господарство». У Сімферопольському районі розташований у Перевальнинському лісництві квартали 6-12, 14, 27, 28 — 921 га. У Білогірському районі розташований у Красногірському лісництві, квартал 71 — 171 га; Міжгірському лісництві, квартали 43-45 — 408 га, площа 1500 га. Розташований на південний схід від села Перевальне Сімферопольського району.
Заказник розташований на північних відрогах однойменного гірського масиву Тирке — хребтах Орта-Сирт та Кучук-Сирт між Долгоруківською та Карабі-Яйлою. Природними межами заказника є річище річок Бурульча, Суат та Мала Бурульча.
Заказник створений із метою збереження в природному стані унікальних рослинних угруповань за участю реліктового тису ягідного та палеоендемічного чагарнику вовчого лика кримського.